# Daya Cot
Daya Cot is een bestuurslaag in het regentschap Pidie van de provincie Atjeh, Indonesië. Daya Cot telt 362 inwoners (volkstelling 2010).